# Henry Miers Elliot
Sir Henry Miers Elliot, anglo-indisk tjänsteman och historieskrivare, född 1808, död 1853, kom 1826 ut till Indien och blev 1847 sekreterare i ostindiska styrelsens utrikesdepartement. 
Han utgav Supplement to the glossary of indian judicial and revenue terms (bd I, 1846; ny, tillökad uppl. 1869 i 2 bd, med titeln Memoirs of the history, folklore, and distribution of the races of the Northwestern provinces of India) och Bibliographical index to the historians of muhammedan India (bd I, 1849). Det oerhörda och utomordentligt viktiga material han samlat till Indiens historia utgavs 1867-1877 i 8 band (med ett supplementband 1886) av J. Dowson, under titeln The history of India, as told by its own historians: The muhammedan period, vilket arbete utgör grundvalen för alla senare skildringar under den koloniala epoken av Indiens historia under de muslimska härskarnas tid.